# Il dono del mattino
Pour plus de détails, voir Fiche technique et Distribution.
Il dono del mattino est un film italien réalisé par Enrico Guazzoni, sorti en 1932.

## Fiche technique
- Titre : Il dono del mattino
- Réalisation : Enrico Guazzoni
- Scénario : Giovacchino Forzano
- Musique : Umberto Mancini
- Pays d'origine : Royaume d'Italie
- Format : Noir et blanc - 1,37:1 - Mono
- Genre : Comédie
- Date de sortie : 1932

## Distribution
- Germana Paolieri : Lucia Bianchi
- Carlo Lombardi : Comte Carlo de Flavis
- Arturo Falconi : Il maestro
- Olga Capri : La signora Ersilia
- Vasco Creti : L'ufficiale postale
- Oreste Bilancia : Annibale
- Claudio Ermelli : Cavaliere Castelli
- Carlo Simoneschi : Il pievano
- Cesare Zoppetti
- Umberto Sacripante